# FCAR
FCAR (англ. Fc fragment of IgA receptor, CD89) — белок тирозинкиназа, рецептор, продукт гена человека FCAR. Трансмембранный рецептор FcαRI распознаёт и связывает консервативный участок тяжёлой цепи иммуноглобулина A (IgA) FcαRI экспрессирован на поверхности миелоидных клеток, включая нейтрофилов, моноцитов, макрофагов и эозинофилов. Однако, рецептор отсутствует у макрофагов кишечника и на тучных клетках FcαRI играет роль как в про-, так и в антивоспалительном ответе в зависимости от роли связанного рецептором IgA. Для связывания с IgA рецептор FcαRI должен быть предактивирован изнутри клетки за счёт активации актинового цитоскелета, тогда как сигнальные пути, инициируемые при связывании рецептором FcαRI зависят от его связывания с гамма-цепью лиганда (FcR γ-цепь)..
Хотя белок относится к суперсемейству рецепторов к Fc-доменам иммуноглобулинов, по первичной структуре FcαRI близок к кластеру лейкоцитарных рецепторов (LRC) и ген FCAR расположен на 19-й хромосоме вместе с генами LRC, тогда как гены всех остальных рецепторов к Fc-доменам иммуноглобулинов находятся на 1-й хромосоме.